# Hrabůvka
Hrabůvka (en allemand : Hainbuchen) est une commune du district de Přerov, dans la région d'Olomouc, en République tchèque. Sa population s'élevait à 309 habitants en 2020.

## Géographie
Hrabůvka se trouve à 5 km au nord-ouest du centre de Hranice, à 26 km au nord-est de Přerov, à 32 km à l'est d'Olomouc et à 241 km à l'est-sud-est de Prague.
La commune est limitée par Radíkov au nord, par Hranice à l'est, par Klokočí au sud, et par Milenov et Hranice à l'ouest.

## Histoire
La première mention écrite de la localité date de 1371.